# 海においでよ!
『海においでよ!』（うみにおいでよ）は、テレビ愛知とテレビ大阪の2局で放送されたテレビ愛知製作のバラエティ番組。製作局のテレビ愛知では2002年4月6日から2006年3月25日まで、毎週土曜 9:30 - 9:45 (JST) に放送。

## 概要
ラグナシアと同施設を擁するラグーナ蒲郡のPRを目的としていた番組で、出演者たちがラグナシアで様々なゲームに興じる模様を毎回放送していた。
放送開始当初はタレントの川崎郁美とラジオDJのハイメ・ロペスが進行役を務めていたが、放送中期からはハイメに替わってダチョウ倶楽部の肥後克広が出演するようになった。2004年12月11日放送分では、同じくダチョウ倶楽部の寺門ジモンがゲストで訪れた。2005年4月2日放送分からは原口あきまさと岡本愛が進行役として、小塚つかさ（現・桃瀬ツカサ）が準レギュラーとしてそれぞれ出演していた。
なお、2002年9月28日までは直後の土曜9:45枠で、テレビ大阪製作の志摩スペイン村とパルケエスパーニャのPR番組『ゴーゴー!!パルケキッズ』が放送されていた。この時間帯、テレビ愛知では『海においでよ!』→『パルケキッズ』という順序で放送されていたが、テレビ大阪では『パルケキッズ』→『海においでよ!』と逆のパターンで放送されていた。すなわち、この番組はテレビ大阪ではテレビ愛知の15分遅れで放送されていた。

## 主な放送内容
この番組が実施していた主な企画に、「パフォーマー図鑑」や「肥後と遊ぼう」などがある。また、バレンタインデー前に放送される回では、肥後と川崎がラグナシアでデートするという設定で企画を遂行することがあった。
番組のラストでは、毎回視聴者プレゼントクイズコーナーを実施していた。このクイズはいわゆる三択問題形式で出題されていたが、正解以外の選択肢は正解には近いものの明らかに語感がおかしい言葉か、全く無関係な言葉のいずれかしか無かったので非常に分かりやすかった。
| テレビ愛知 土曜9:30枠     | テレビ愛知 土曜9:30枠                   | テレビ愛知 土曜9:30枠     |
| 前番組                    | 番組名                                  | 次番組                    |
| ------------------------- | --------------------------------------- | ------------------------- |
| 気分走快 （9:30 - 10:00） | 海においでよ! （2002年4月 - 2006年3月） | どらぐら2 （9:30 - 9:45） |